# Uriel (Engel)
Uriel (hebräisch אוּרִיאֵל „das Licht Gottes“ oder „mein Licht ist Gott“) ist der Name eines Engels der hebräischen Überlieferung. Im Gegensatz zur römisch-katholischen Liturgie kennen die ostkirchlichen Liturgien die Anrufung Uriels zusammen mit den drei kanonischen Erzengeln. Der im Lateinischen auch als „lux vel ignis dei“ („Licht bzw. Feuer Gottes“) bezeichnete Engel kommt namentlich nicht in den kanonischen Büchern der Bibel vor, sondern ausschließlich in rabbinischen und gnostischen Schriften sowie in nichtkanonischen Büchern und den Apokryphen.

## Uneinigkeit über Zugehörigkeit zu den Erzengeln
Im Einklang mit der jüdischen Tradition lehrte das Christentum bis ins Mittelalter die Existenz von drei oder vier Erzengeln, je nachdem ob „Uriel“ mitgezählt wurde. Die genaue Anzahl sowie die Stellung der Erzengel war dabei strittiges Thema der mittelalterlichen Angelologie. Dies beruht auf der Tatsache, dass neben den zwei im Tanach, also dem Alten Testament, wie auch im Neuen Testament tatsächlich namentlich angeführten Erzengelnamen Gabriel und Michael, „Uriel“ als Nennung nur in den pseudepigraphischen und deuterokanonischen Schriften sowie in der Tradition der Kabbala zu finden ist so wie auch die Engelnamen Chamuel, Haniel, Jophiel, Raguel, Sariel, Ramiel, Zadkiel und Raphael. Für Raphael kann man noch das Buch Tobit als Quellbeleg anführen. So wird in Tob 12,15 ausgeführt, dass Raphael einer von den sieben Engeln ist, die vor dem Herrn stehen – eine Zahl, die sich auch in Zacharias 3 und 4 sowie der Apokalypse wiederfindet. Drei der sieben sind somit aus kanonisierten Texten bekannt: Michael, Gabriel und Raphael. Vier werden je nach Tradition unterschiedlich angegeben. Nach den Umbaumaßnahmen der ehemaligen Therme Diokletians zur Kirche „S. Mariae angelorum sive a septem angelis stipatae et circumdatae“, die durch Papst Pius IV. am 5. August 1561 geweiht wurde, übernahm man die seit einer Offenbarung des Mystikers Amadeo da Silva Menezes 1460 bekannten Namen: Uriel, Sealtiel, Jehudiel und Barechiel. Die wieder auflebende Verehrung der Erzengel im 16. Jahrhundert wird auch belegt durch Johann Greither, einen Barockmaler der sog. Wessobrunner Schule, der in der Stadtpfarrkirche Maria Himmelfahrt in Weilheim in die acht Felder des Klostergewölbe über dem Hochaltar neben Maria auch die sieben Engelfürsten Michael, Gabriel, Raphael, Uriel, Jehudiel, Salatiel und Barachiel malte.
Festzustellen bleibt: Sein Status als einer der vier Erzengel sowie der sieben Gott nahestehenden Engel war in der römisch-katholischen Kirche wechselhaft, im Gegensatz zu den Ostkirchen, die ihn durchgängig anerkannten und anerkennen. In der römisch-katholischen Kirche wird er nicht als Erzengel angerufen, während die protestantischen Kirchen von einer solchen Praxis ganz abgerückt sind.

## Name

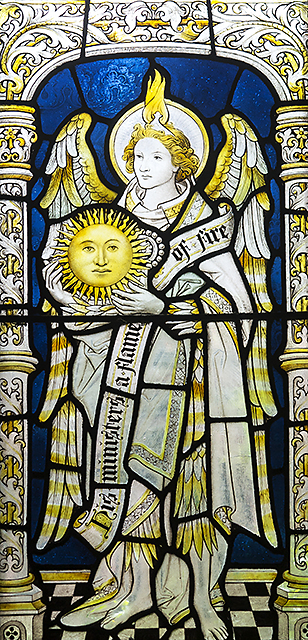
Glasfenster mit einer Darstellung des Erzengels Uriel mit der Sonne als ikonographischem Attribut im Kreuzgang der Kathedrale von Chester

Der Name Uriels אוּרִיאֵל stammt aus dem Hebräischen und ist ein Nominalkompositum. Die Wortbestandteile sind das hebräische אוּר, Transliteration 'owr, ausgesprochen ur, mit den möglichen Übersetzungsvarianten „Feuer“, „Licht“, sowie das gleichfalls hebräische אֵל, Transliteration el, mit der deutschen Übersetzung „Gott“. Somit ergeben sich für das Kompositum die möglichen Übersetzungen „das Licht Gottes“, „mein Licht ist Gott“, „Gott ist mein Licht/Feuer“. In apokryphen, kabbalistischen und okkulten Werken wird Uriel oft mit Nuriel, Uryan, Jeremiel, Vretil, Sariel, Suriel, Puruel, Phanuel, Jehoel, Jacob-Israel und Israfel gleichgesetzt oder verwechselt.
Die kirchenslawische Bezeichnung wird meist mit Uriil angegeben.

### Judentum, Christentum
Da das Hebräische bis zum 10. Jahrhundert keine Vokalschreibung kennt, kämen als Lesarten des altjüdischen Namens A-/E-/I-/O-/U-riel in Frage; dabei ist das „ie“ noch unberücksichtigt. In Texten wie bei Ambrosius (De fide III 20) sowie Sibylinnen II 215 stößt man auf Ariel sowie Uriel.

### Islam
Ausgehend von vier Erzengeln (Uriel, Gabriel, Michael, Azrael) und der Namensentsprechung von Gabriel=ibril, Michael=Mikhail, Israfil=Raphael dazu Uriel, wird Israfil (إسرافيل, DMG Isrāfīl) mit dem „Engel des Jüngsten Gerichts“, gleichgesetzt. Dieser wird im Koran nicht explizit genannt, aber mit der Sure 39:68 verbunden. Gegen diese Gleichsetzungsthese spricht augenscheinlich die Attribution Israfils mit einer Posaune, die sich in der christlichen Tradition bei Uriel nicht findet. Mit Betrachtung der Apokalypse des Paulus, einer apokryphen Schrift des 4./5. Jahrhunderts, in der der in den dritten Himmel entrückte Paulus von den beiden singenden Engeln Uriel und Suriel geführt wird, und den Oracula Sibylli, die Uriel als Geleiter der Toten zum Throne Gottes und Wächter des Paradiestores schildern, kann man aber Analogien zu Israfils Attribution erkennen. Jedoch ist die These, dass Koran und arabische Literatur Uriel als Gestalt der jüdisch-christlichen Überlieferung tatsächlich als Israfil rezipieren, aus wissenschaftlicher Sicht nicht geklärt.

## Attribute

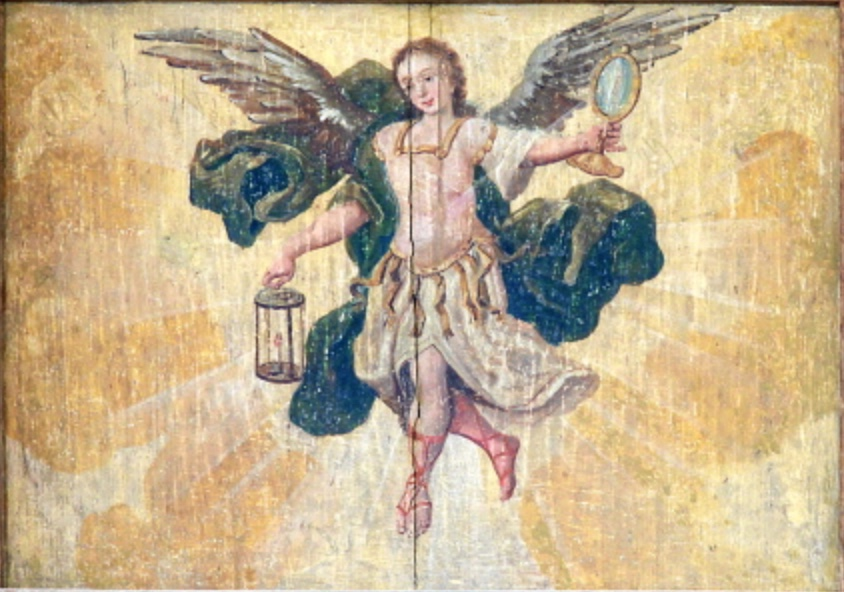
Erzengel Uriel mit einer Laterne, Mariä Himmelfahrt (Mattsies)

Im Gegensatz zum Christentum, aber analog zu den anderen Engeln wird Uriel im Judentum nicht mit Attributen der Göttlichkeit versehen. Speziell in der römisch-katholischen Kirche wurden, bedingt durch die Ächtung des Konzils von Rom, Uriel lange Zeit keine Attribute zugeordnet. Erst seit der Erneuerung der Engelsbilder in der Kirche von Palermo wurden ihm mit stillschweigender Billigung der Kirche de facto das Schwert und die Flamme zugeordnet. Auf dem Schrobenhausener Gebetsbild aus dem 19. Jahrhundert wird der hl. Erzengel Uriel mit dem Schwert in ein grünes Untergewand und eine rote Dalmatik gekleidet dargestellt, eine Verschmelzung der klassischen Attribute mit modernen Elementen.
In der äthiopischen und orthodoxen Kirche sind seine klassischen Attribute der Stab, der Licht-Globus (nicht mit der Sphaira zu verwechseln), das Schwert und die Feuerflamme auf der offenen Hand. Modernere Elemente sind die Laterne sowie die Weihrauchschale. Eine Besonderheit in der äthiopischen Kirche, die von Daniel Yilma in seinem Buch Bilder der äthiopischen Kirche dokumentiert wird, ist die häufige, wenn auch nicht offiziell verankerte Darstellung Uriels in Diakongewandung.

## Festtag
Am Fest der Erzengel, dem 29. September, verehrt die römisch-katholische Kirche die biblisch bezeugten Erzengel Michael, Gabriel sowie Rafael. Einige altorientalische Kirchen, die orthodoxe sowie die äthiopische Kirche kennen hingegen noch einen eigenen Gedenktag für den Erzengel Uriel. Dabei ist der orthodoxe Gedenktag, wie auch bei den meisten altorientalischen Kirchen, am 8. November, der Gedenktag der äthiopischen Kirche hingegen am 15. Juli.

## Stellung
In der römisch-katholischen Kirche büßte Uriel seine Stellung als Erzengel im Zuge der Verbote der aus kirchlicher Sicht bedenklichen Engelanbetungen und -kulte ein. So wurde 343–380 in der Synode von Laodicea die falsche Verehrung der Engel und die Schaffung von Engelkulten verboten, die eine erste Hochphase schon zur Zeit der Apostel hatte.
Darauf folgte 745 das Konzil von Rom unter Papst Zacharias mit der Festlegung, dass lediglich die biblisch bezeugten Erzengel Michael, Gabriel und Raphael als Erzengel verehrt werden dürften, nicht aber der nur apokryph bezeugte Uriel. Dem manchmal vorgetragenen Hinweis, dass die Konzilsbegründung des Verbots der Anrufung und Verehrung der Engel Uriel, Raguel, Adimis, Tophoas und Sabaoth lautete, diese Engel seien in Wirklichkeit Dämonen, fehlt der Beleg. Vielmehr wurde das Gebet des Häretikers Adalbert verboten, in dem acht Engel angerufen wurden. Gegen die grundsätzliche Dämonisierung der genannten Engel und für das spezielle Gebetsverbot durch das römische Konzil spricht u. a. eine Handschrift aus dem 9. Jh., die sich in der Kölner Dombibliothek befindet und in der Gabriel, Michael, Uriel, Raphael, Raguel, Barachael und Pantasaron als Kurzgebet aufgelistet sind.
Die theologische Forschung gibt für den Engelsbezug pastoralpsychologische und psychologische Gründe an und für die Verdammung der genannten Engel das Bestreben der Kirche, die Machtstrukturen zu sichern. Bis zum Konzil von Rom tauchte der Name Uriel in 3. Esra ab Kap. 4., Apokryphe Apokalyptik, häufig auf und damit ganz allgemein in der Septuaginta. Wie man der Vatikanischen Bibliothek entnehmen kann, gab es im 15. Jh. seitens des Mystikers Amadeo da Silva Menezes die Bestrebung, die dämonisierten Engel wieder kirchlich anerkennen zu lassen, was aber kategorisch abgelehnt wurde, ebenso sein späterer Versuch, wenigstens für Uriel die Anerkennung durchzusetzen.
In anderen christlichen Kirchen taucht Uriel namentlich in vielen alten Litaneien auf. Die im Eulogium der koptischen Kirche eingebettete Aussage „Wir verehren Uriel, als vierten unter den Engeln.“ sichert ihm seine traditionelle Stellung. Viele altorientalische, orthodoxe, slawische sowie die äthiopische Kirche anerkennen Uriel als Engel, meist auch als Erzengel. Uriel wird bei diesen Kirchen bildlich, in Gebeten und in den jeweils verwendeten Schriften dargestellt resp. namentlich erwähnt und angerufen. In den USA kann man u. a. die St. Uriel's Episcopal Church, auch Church of St. Uriel the Archangel, als anglo-katholische Episkopalkirche in Sea Girt, New Jersey anführen.

## Textbelege
In den westkirchlich anerkannten Büchern der Bibel, wie auch in den Hauptwerken anderer Religionen, wird Uriel nicht namentlich erwähnt, sondern ausschließlich im 4. Buch Esra, das zu den alttestamentlichen Apokryphen gehört und das nur von altorientalischen, slawischen Kirchen sowie der äthiopisch-orthodoxen Kirche zur Bibel gezählt wird.

### Buch Esra

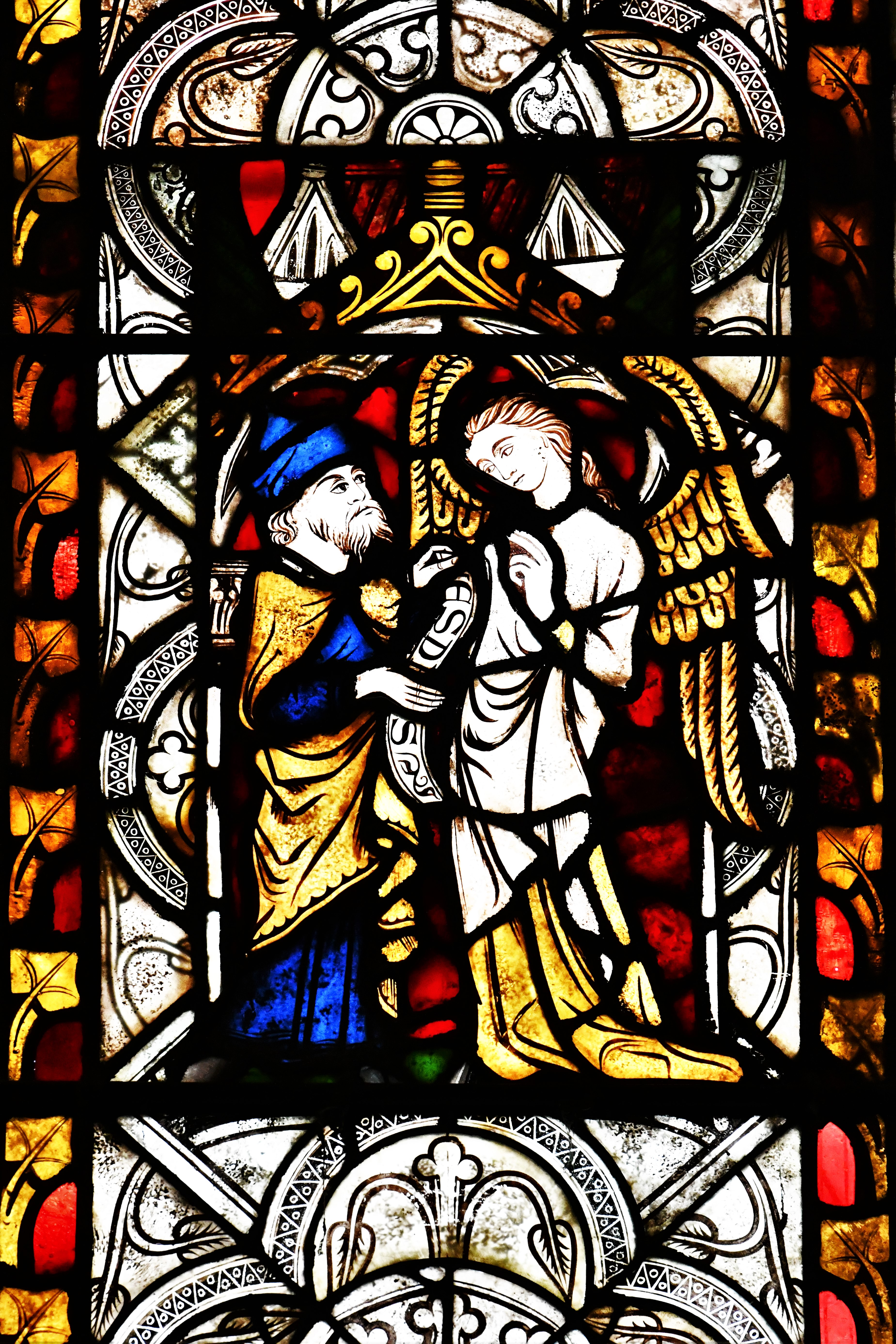
Der Erzengel Uriel mit Esdras. St Michael and All Angels’ Church, Kingsland, Herefordshire. 14. Jahrhundert

Uriel wird in der antiken jüdischen Schrift 4. Esra in den Kapiteln 4, 5 und 10 erwähnt.
- 4,1 „Und es antwortete mir der Engel, welcher zu mir gesandt (wurde), mit Namen Uriel“.
- 4,36 „Aber ihnen hat der Erzengel Jeremiel geantwortet und gesprochen…“; Jeremiel, Eremiel – hier kann nur aus dem Textkorpus geschlossen werden, dass der angeführte Jeremiel mit Uriel gleichzusetzen ist. Eremiel wiederum ist laut der Apokalypse des Elias der Engel der die Unterwelt bewacht.
- 5,20 „So fastete ich sieben Tage unter vielen Klagen und Tränen, wie mir der Engel Uriel geboten hatte“.
- 10,28 „Wo ist der Engel Uriel, der im Anfange zu mir gekommen war? Er selber hat mich ja in die Fülle dieser Schrecknisse gesandt; nun ist meine Absicht vereitelt, meine Bitte abgeschlagen!“

### Henoch
Mehrfach wird Uriel im apokryphen Buch Henoch erwähnt:
- Hen 9, 1 „Dann blickten Michael und Gabriel, Raphael, Surjal und Uriel vom Himmel herab und sahen die Menge Blutes, welche auf Erden vergossen war und alle die Ungerechtigkeit …“
- Hen 8,1–4 „Da blickten Michael, Uriel, Raphael und Gabriel, vom Himmel herab und sahen das viele Blut, welches auf Erden vergossen wurde und alle das Unrecht, das auf Erden geschah. Sie sprachen zueinander: Von der Stimme ihres Geschrei und der Menschen … Da sprachen die Erzengel zum Herrn: Du bist der Herr der Herren …“
- Hen 19,1 „Alsdann fragte Uriel: Hier die Engel, welche Weibern beiwohnten, sich ihre Anführer bestimmend, …“
- Hen 20, 1–2 „1. Folgendes sind die Namen der Engel, welche wachen: 2. Uriel, einer von den heiligen Engeln, welcher (gesetzt ist) über Lärmen und Schrecken.“
- Hen 31, 1–6 „1. Alsdann machte ich einen Kreislauf zu e… Darauf antwortete Uriel, einer von den heiligen Engeln, welcher bei mir war,… 6. Uriel, einer von den heiligen Engeln, welcher bei mir war, …“
- Hen 26, 1–4 „Alsdann sagte ich: Was deuten an dieses gesegnete Land, alle diese hohen Bäume und das verwünschte Land zwischen ihnen? 2. Darauf versetzte Uriel, e…“
- Hen 74, 1–15 „… 7. und die Tage zeigte mir Uriel, der Engel, welchen setzte der Herr der Herrlichkeit, der in Ewigkeit ist, über alle Lichter des Himmels 8. am Himmel und in der Welt, daß sie regierten an der Oberfläche des Himmels, und erschienen über der Erde, und würden 9. zu Führern des Tages und der Nacht: die Sonne, und den Mond, und die Sterne, und alle Diener des Himmels, welche ihren Umlauf machen mit allen Wagen des Himmels. 10. So zeigte zwölf offene Tore Uriel mir für das Umkreisen der Wagen der Sonne am Himmel, aus welchen hervorgehen die Füße der Sonne. 11. Und von ihnen geht aus Wärme auf die Erde, wenn sie geöffnet werden in den Zeiten, welche ihnen bestimmt sind, und für die Winde, und für den Geist des Taues, wenn geöffnet werden in den Zeiten die Öffnungen an den Himmeln über den Enden …“
- Hen 77, 11 „Und in ihm ist eine Zeit, wo 28. 12. Und eine andere Anordnung zeigte mir Uriel, wenn Licht gebracht wird in den Mond, und woher es gebracht wird aus der Sonne.“

### Sonstige Nennungen
Ansonsten taucht Uriel namentlich nur in rabbinischen und gnostischen Schriften sowie in umstrittenen bzw. nicht kanonischen Büchern und Apokryphen auf. „Dies sind die Namen der heiligen Engel, welche wachen: Uriel ist einer der heiligen Engel, nämlich der über das Engelheer und den Tartarus gesetzte Engel.“ – Uriel, einer der vier Erzengel, geleitet demnach die Toten zum Thron Gottes, nachdem er die Hades-Tore geöffnet hat (Oracula Sibyllina), und bewacht das Paradiesestor. In apokryphen Schriften wird erzählt, dass er Elisabeth und ihren kleinen Sohn Johannes, den späteren „Johannes der Täufer“, auf der Flucht in der Wüste begleitet und später den vier Monate alten Johannes aus der Wüste führt. „Und ich habe gefastet, sieben Tage heulend und weinend, wie es mir befahl der Engel Uriel.“ (4 Esra 5,20) führte dazu, dass Uriel als Engel der Buße und Strafe galt. In der Apokalypse des Apostels Paulus, 4.–5. Jahrhundert, das auch in slawischen Übersetzungen bekannt ist, wird berichtet, dass der dem dritten Himmel entrückte Paulus von einem Engel ins Paradies begleitet wird. Zwei singende Engel, die Uriel und Suriel genannt werden, stehen vor dem Thron, der für Paulus in einem Zelt von Licht bereitgestellt ist.
Durch seine Niederschrift „Nicht stirbt Gabriel, nicht stirbt Raphael, nicht stirbt Uriel.“ in III. 3. de fide gibt der Kirchenvater Ambrosius seine Kenntnis des hl. Engels Uriel wieder und reiht diesen unter die Erzengel ein.
Zu den neueren Erwähnungen zählen zum einen die Schriften des Isidor von Sevilla (580 – 636), der neben den drei Erzengeln, die in der Bibel aufgeführt werden, Uriel als vierten Erzengel in seinen Schriften aufzählt und ihn mit dem Feuer, das den Dornbusch vor Mose nicht verzehrte, in Verbindung brachte. Zum anderen Beda Venerabilis (*673, +735) Anrufungen Uriels als Beschützer, die in seinen Aufzeichnungen aus dem Kloster Jarrow in Sunderland (englische Nationalbibliothek) belegt sind.
Eine eher ungewöhnliche Nennung liegt durch das Verbot eines zur Zeit des hl. Bonifatius verfassten und verbreiteten Gebetes durch die römische Synode von 745 vor. In seinem Gebet rief der Häretiker Adalbert acht Engel an: Uriel, Raguel, Tubuel, Michael, Inias, Tubuas, Sabaol, Simiel.
Nicht auf namentlichen Nennungen, sondern vielmehr auf Interpretationen einzelner Autoren beruht die Gleichsetzung Uriels mit dem Engel, der nach dem Sündenfall den Eingang ins Paradies bewacht (1. Mose 3, 24), Noah die Sintflut ankündigt (1. Mose 6) oder im Namen Gottes mit Jakob streitet (1. Mose 32, 24).

## Darstellung in Sakralbauten
Diese Liste erhält keinen Anspruch auf Vollständigkeit und soll nur dokumentieren, dass es in diversen Sakralbauten, auch der römisch-katholischen Kirche, Darstellungen von Uriel mit und ohne Attributsdarstellung gibt.
Römisch-katholische Sakralbauten, Deutschland und Österreich
- Benediktinerkloster Scheyern, Klosterkirche Heilig Kreuz und Mariä Himmelfahrt, 1711.
- Maria-Himmelfahrt-Kirche in Weilheim, 1627.
- Marien-Wallfahrtskirche Birkenstein, 1761.
- Martinskirche, Pfaffenhofen an der Roth, 1728.
- Mattsies (Unterallgäu), Pfarrkirche, 1700.
- Michaelskapelle der Pfarrkirche St. Georg und Nikolaus (Oetz, Ötztal, Tirol), ren. 1683.
- Michaelskirche zu Mettenheim, 18. Jhd.
- St.-Josef-Pfarrkirche, Krzeszów (Polen), 1690.[19]
- Ursulinenkirche (Linz) (Österreich), 1740.
- Wieskirche, Wallfahrtskirche, 1750.
- Kloster Neuzelle, Neuzelle (Brandenburg, Deutschland), Taufaltar, 1730

Römisch-katholische Sakralbauten, sonstige
- Hieronimuskloster zu Granada, Spanien.[20] Säulendarstellungen der 7 Erzengel mit Namen und Attributen.
- Kapelle in Parroquia de Sopó, Kolumbien, 17. Jhd.
- Kirche in Lima, Peru, Bildnis.[20] Namensnennung und Attributdarstellung.
- Kirche in Manila, Philippinen, Altar.[20] Namensnennung und Attributdarstellung.
- Pfarrkirche Clydach, Wales, um 1900.[21]

Sonstige Sakralbauten
- St John the Baptist Ukrainian Orthodox Church

Dixonville, PA, USA
- SS Peter & Paul Ukrainian Orthodox Church

Carnegie, PA, USA
- St Thomas Orthodox Chapel, All Saints Camp

Emlenton, PA, USA
Kargopolje, die nördlichen Himmel
Unter der Bezeichnung Kargopolje versteht man eine russische, kulturell-theologische Erscheinung des 17.–19. Jhd., deren Denkmäler man noch heute vor allem im Archangelsker Gebiet, aber auch im Großraum Murmansk sowie in Karelien finden kann. Die Darstellung Uriels erfolgt mit Namen und als Attribut das Flammenschwert.

## Antiphonen und Gebete
Antiphonen
- Gebetsbildchen in Erneuerung in Christus, Savator Munido. 5/2001, Sep/Okt 2001, 10. Jahrgang, Gaming.
- Gebetsbildchen von Carl Poellath, Schrobenhausen. Anfang 19. Jahrhundert: „Zum hl. Uriel, dem Licht und Feuer Gottes: O Glanz der göttlichen Majestät! O Stärke der unüberwindlichen Gewalt! O Flamme der feurigsten Liebe! Erleuchte unsere Sinne und Herzen, damit wir nicht in Versuchung geraten; beschirme uns mit dem Schwert deiner Macht.“
- Quelle nicht bekannt: „O Uriel, Schwert Gottes, erleuchte uns auf dass wir sehen, erleuchte uns auf dass wir verstehen. Schütze uns vor allem Unbill.“

Gebete
- Abgeänderte Version des Erzengelgebetes von P. Wilhelm Auer, um 1900: „O ihr heiligen sieben Fürsten des himmlischen Heeres, die ihr nächst dem Angesicht und Thron Gottes steht und die größten Geheimnisse und Ämter zur Beschützung der Gläubigen bewahrt, wir flehen zu euch, helft uns gegen alle Versuchungen der höllischen Geister und bittet das unbefleckte Lamm Gottes für uns, die wir auch andächtig verehren und mit Vertrauen anrufen. O Flamme der feurigsten Liebe, stärke vor allem Du unsere Seelen und gib uns allzeit Kraft in Gottes Namen hier zu dienen! Amen.“

## Kunst

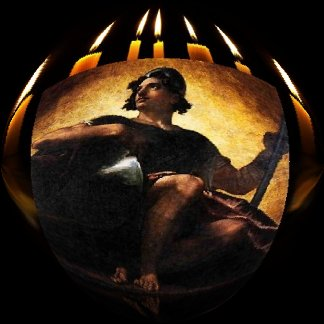
Talar mit Urielbild vor Kerzen; Geschenk der Societas Urielis an den äthiopischen Pfarrer Daniel 2005

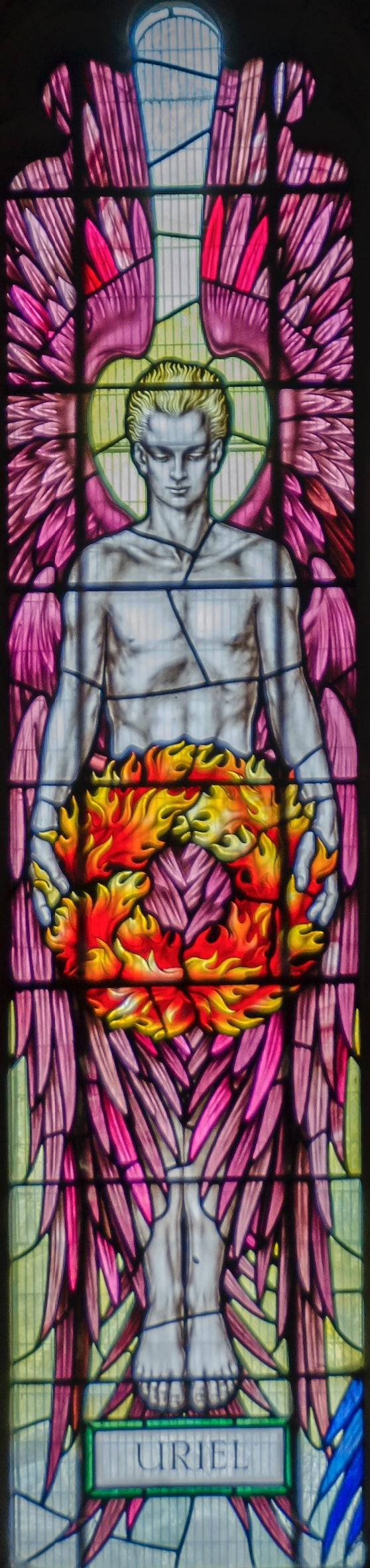
Fensterbild „Uriel“ in der Jakobskirche, Grimsby, Lincolnshire, Vereinigtes Königreich

### Kunst
Uriel erscheint, im byzantinischen und auch abendländischen Bereich, meist zusammen mit den Erzengeln Michael, Gabriel und Raphael. Bei Darstellung Uriels im Kreis der sieben Erzengel, also zusätzlich mit Jehudiel, Barachiel und Sealtiel, folgte der entsprechende Künstler der Vision des Amadeo da Silva Menezes.
Grund für die häufige Darstellung Uriels in der christlichen Kunst bis ins Mittelalter vor allem mit den drei heute noch von der römisch-katholischen Kirche anerkannten Erzengel ist die Tatsache, dass neben Michael, Gabriel und Raphael Uriel als einer der Seraphim, also der Engel, die Gott ständig umgeben, galt.
So findet man die ältesten Mosaiken mit Urielbildern in der römischen Kirche Santa Maria Maggiore aus der Zeit um 400 und in Sant’Apollinare Nuovo in Ravenna (520–530) sowie weitere Abbildungen in einem antiken Grabmal aus dem 5. bis 6. Jahrhundert in Sofia, in folkloristische Szenen aus Ägypten, wie dem Fresko in Bawit. Ebenso im Kuppelmosaik in der Sophienkathedrale in Kiev aus dem 11. Jahrhundert, dem südlichen Portal der Abteikirche Saint-Gilles in der Provence sowie bei zahlreichen byzantinischen Mosaiken aus dem 12. Jahrhundert auf Sizilien. Dabei gelten die Darstellung in der Apsis im Dom von Monreale sowie in der Vierung der Martorana Kirche in Palermo zu den schönsten Bilddarstellungen Uriels.
Noch um 1200 wurde Uriel auf der Holzdecke von St. Michael in Hildesheim sowie auf den aus dem 13. Jahrhundert stammenden Tafelbildern der Schulen von Siena und Parma dargestellt. Eine spätere Abbildung Uriels stammt von Egid Quirin Asam 1721 in der Klosterkirche von Weltenburg. Neuer Darstellungen und Erwähnungen ist die Beischrift auf einer russischen Ikone von 1789, wo er als „leuchtendes Feuer Gottes, Erleuchter der Umnachteten“ bezeichnet wird, sowie das Schrobenhausener Gebetsbild, aus dem 19. Jahrhundert.
Zu den bekanntesten Beispielen aus dem Bereich „Schmuck und Verzierung“ zählt die 1544 im Vatikan bei der Eröffnung des Grabes der Gemahlin des Kaisers Flavius Honorius gefundene goldene Platte mit den Namen: Michael, Gabriel, Raphael, Uriel, zum anderen das alte jerusalemische Kreuz aus dem Domschatz zu Hildesheim (Hannover), auf dessen vier Enden die vier Erzengel Uriel und Raphael, Michael und Gabriel stehen.

### Bilder und Fensterbilder
- Bild „Uriel, Dei“, Malerei, 17. Jhd., unbekannter Künstler, Nationales Kunstmuseum, La Paz, Bolivien.
- Bild „Oracion al Arcangel Uriel“, 17. Jhd., unbekannter Künstler, Caracas, Venezuela.
- Fensterbild „Archangel Uriel“, Holy Trinity Church Tansley, Derbyshire, UK.
- Fensterbild „Saint Uriel“, St. Peter’s Episcopal Church Salisbury, Maryland, USA.
- Fensterbild „Uriel“, St James’ Church, Grimsby, Lincolnshire, UK.

### Musik
„Uriel – Und Gott sah das Licht, daß es gut war, und Gott schied das Licht von der Finsternis“ aus Haydns Oratorium Die Schöpfung – eines der wenigen Werke der Musik, in dem Uriel als Erzengel thematisch aufgegriffen wurde.

### Darstellung in der Populärkultur
- In der US-amerikanischen Fernsehserie Lucifer ist Uriel ein Meisterstratege und kann so die Zukunft beeinflussen. Er wird von seinem älteren Bruder Lucifer vernichtet, um Chloe Decker vor einer Ereigniskette, die Uriel anstoßen wollte, zu bewahren, die ansonsten ihren Tod bedeutet hätte.
- In der Serie Supernatural taucht Uriel als Gegenspieler auf und will helfen die Apokalypse herbeizuführen. Er wird daraufhin von den Engeln Castiel und Anna getötet.